# John Taylor (pianist)
John Richard Taylor (Manchester, 25 september 1942 – Angers, 17 juli 2015) was een Britse jazzpianist.

## Biografie
Het enige vormelijke onderwijs in John Taylors leven was volgens hemzelf een wekelijkse pianoles op 10-jarige leeftijd. Zijn vader was pianistisch autodidact, zijn 15 jaar oudere zus was klassiek pianiste, zodat hij vanaf het begin vertrouwd was gemaakt met dit instrument. Bill Evans' album Explorations maakte grote indruk op hem, net als Chick Corea en Herbie Hancock en later Keith Jarrett. Een realistische invloed hadden de jamsessies in Ronnie Scotts Jazz Club op hem, toen hij op 20-jarige leeftijd een kantoorbaan uitoefende in Londen.
Taylors carrière als professioneel muzikant begon in 1969 met de samenwerking met de saxofonist John Surman en vooral Alan Skidmore, in wiens kwintet hij speelde tot 1973. Vervolgens was hij actief als begeleider van de zangeres Cleo Laine en als lid van het kwintet van Ronnie Scott. In 1977 formeerde hij met Norma Winstone en Kenny Wheeler het trio Azimuth, dat meerdere albums inspeelde en optrad in Europa, de Verenigde Staten en Canada. 
Tijdens de jaren 1980 werkte hij o.a. in bands onder Jan Garbarek, Enrico Rava, Gil Evans, Lee Konitz, Ron Mathewson en Charlie Mariano en in duo met Tony Coe en Steve Argüelles. Tijdens de jaren 1990 nam hij albums op in trio met Peter Erskine en Palle Danielsson. In 1996 bespeelde hij het orgel in Proverbs and Songs van John Surman.
In 2000 trad hij op met het trio Azimuth tijdens het Weimar Festival en nam hij het album Verso op met Maria Pia De Vito en Ralph Towner. Sinds 2002 werkte hij in een trio met Joey Baron en Marc Johnson. Voor de compositie The Green Man Suite, die werd opgevoerd door het Creative Jazz Orchestra, kreeg hij in 2002 de BBC Jazz Award voor het beste nieuwe werk.
In 2004 nam hij Where do we go from Here? op met Kenny Wheeler en Nightfall met Charlie Haden en trad hij met beiden op tijdens het Montreal Jazz Festival. Bovendien formeerde hij in hetzelfde jaar een nieuw trio met Palle Danielsson en Martin France. Ook werkte hij als duo met de zangeres Diana Torto.

## Overlijden
Sinds 1972 was Taylor getrouwd met Norma Winstone. Ze hadden twee zoons, die ook muzikanten werden. In 2004 overleed Taylors tweede echtgenote Diana de Courcy, met wie hij na de scheiding van Winstone was getrouwd. Zijn derde echtgenote werd zijn jeugdvriendin Carol Weston.
John Taylor overleed in juli 2015 op 72-jarige leeftijd, nadat hij tijdens een optreden met de band van Stéphane Kerecki tijdens het Saveurs Jazz Festival in Segré (Maine-et-Loire) een hartinfarct had gekregen.

## Discografie
- 1972: Decipher, met Chris Laurence en Tony Levin
- 1997: Tango and Company, met Henning Berg
- 2003: Rosslyn, met Marc Johnson en Joey Baron
- 2003: Insight Sketch, soloalbum
- 2004: Songs & Variations, soloalbum
- 2006: Angel of the Presence, soloalbum
- 2007: Whirlpool, met Palle Danielsson en Martin France
- 2009: Phases, soloalbum
- 2011: Patience, met Stéphane Kerecki

- Bibsys: 2033291
- Biblioteca Nacional de España: XX1427662
- Bibliothèque nationale de France: cb14004079z (data)
- Gemeinsame Normdatei: 133993892
- International Standard Name Identifier: 0000 0001 1991 7490
- Library of Congress Control Number: no98070475
- MusicBrainz: 24bd2f06-73d8-4821-b6e8-c8db267eb0a8
- Nationale Bibliotheek van Tsjechië: xx0033578
- Nationale Bibliotheek van Israël: 987007313839105171
- Nederlandse Thesaurus van Auteursnamen: 131688324
- Réseau des bibliothèques de Suisse occidentale: 02-A012342569
- Istituto Centrale per il Catalogo Unico: LO1V273621
- Système universitaire de documentation: 082303886
- Virtual International Authority File: 12502462
- WorldCat: E39PCjxXmBXcKGyWBk44ddYr4q